# Filmfare Award/Bester Film
Der Filmfare Best Movie Award wird vom Filmfare-Magazin verliehen und ist eine Preiskategorie der jährlichen Filmfare Awards für Hindi-Filme. Der Preis wurde zum ersten Mal im Jahre 1954 verliehen.
| Jahr | Film                          | Deutscher Titel                                                  | Produzent(en)                                                                             |
| ---- | ----------------------------- | ---------------------------------------------------------------- | ----------------------------------------------------------------------------------------- |
| 1954 | Do Bigha Zamin                | Zwei Hektar Land                                                 | Bimal Roy                                                                                 |
| 1955 | Boot Polish                   | Im Schatten des Lebens                                           | Raj Kapoor                                                                                |
| 1956 | Jagriti                       | —                                                                | Sudhir Mukherjee                                                                          |
| 1957 | Jhanak Jhanak Payal Baaje     | —                                                                | Rajkamal Kalamandir                                                                       |
| 1958 | Mother India                  | —                                                                | Mehboob Khan                                                                              |
| 1959 | Madhumati                     | —                                                                | Bimal Roy                                                                                 |
| 1960 | Sujata                        | —                                                                | Bimal Roy                                                                                 |
| 1961 | Mughal-e-Azam                 | —                                                                | K. Asif                                                                                   |
| 1962 | Jis Desh Mein Ganga Behti Hai | —                                                                | Raj Kapoor                                                                                |
| 1963 | Sahib Bibi Aur Ghulam         | —                                                                | Guru Dutt                                                                                 |
| 1964 | Bandini                       | —                                                                | Bimal Roy                                                                                 |
| 1965 | Dosti                         | —                                                                | Tarachand Barjatya                                                                        |
| 1966 | Himalaya Ki God Mein          | —                                                                | Vijay Bhatt                                                                               |
| 1967 | Guide                         | —                                                                | Dev Anand                                                                                 |
| 1968 | Upkar                         | —                                                                | Manoj Kumar                                                                               |
| 1969 | Brahmachari                   | —                                                                | Gopaldas Parmanand Sippy                                                                  |
| 1970 | Aradhana                      | —                                                                | Shakti Samanta                                                                            |
| 1971 | Khilona                       | —                                                                | L. V. Prasad                                                                              |
| 1972 | Anand                         | —                                                                | Hrishikesh Mukherjee, N. C. Sippy                                                         |
| 1973 | Be-Imaan                      | —                                                                | Sohanlal Kanwar                                                                           |
| 1974 | Anuraag                       | —                                                                | Shakti Samanta                                                                            |
| 1975 | Rajnigandha                   | —                                                                | Suresh Jindal                                                                             |
| 1976 | Deewaar                       | —                                                                | Gulshan Rai                                                                               |
| 1977 | Mausam                        | —                                                                | Mallikarjuna Rao                                                                          |
| 1978 | Bhumika                       | —                                                                | Lalit M. Bijlani, Freni Variava                                                           |
| 1979 | Main Tulsi Tere Aangan Ki     | —                                                                | Raj Khosla                                                                                |
| 1980 | Junoon                        | —                                                                | Shashi Kapoor                                                                             |
| 1981 | Khubsoorat                    | —                                                                | Hrishikesh Mukherjee, N. C. Sippy                                                         |
| 1982 | Kalyug                        | —                                                                | Shashi Kapoor                                                                             |
| 1983 | Shakti                        | —                                                                | Mushir Alam, Mohammad Riaz                                                                |
| 1984 | Ardh Satya                    | —                                                                | Manmohan Shetty, Pradeep Uppoor                                                           |
| 1985 | Sparsh                        | —                                                                | Basu Bhattacharya                                                                         |
| 1986 | Ram Teri Ganga Maili          | —                                                                | Randhir Kapoor                                                                            |
| 1987 | kein Preis                    |                                                                  |                                                                                           |
| 1988 | kein Preis                    |                                                                  |                                                                                           |
| 1989 | Qayamat Se Qayamat Tak        | —                                                                | Nasir Hussain                                                                             |
| 1990 | Maine Pyar Kiya               | —                                                                | Tarachand Barjatya                                                                        |
| 1991 | Ghayal                        | —                                                                | Dharmendra                                                                                |
| 1992 | Lamhe                         | —                                                                | Yash Chopra                                                                               |
| 1993 | Jo Jeeta Wohi Sikandar        | —                                                                | Nasir Hussain                                                                             |
| 1994 | Hum Hain Rahi Pyar Ke         | —                                                                | Tahir Hussain                                                                             |
| 1995 | Hum Aapke Hain Koun…!         | —                                                                | Kamal Kumar Barjatya, Rajkumar Barjatya, Ajit Kumar Barjatya                              |
| 1996 | Dilwale Dulhania Le Jayenge   | Dilwale Dulhania Le Jayenge – Wer zuerst kommt, kriegt die Braut | Yash Chopra                                                                               |
| 1997 | Raja Hindustani               | Raja Hindustani – Taxi ins Glück                                 | Aly Morani, Karim Morani, Bunty Soorma                                                    |
| 1998 | Dil To Pagal Hai              | Dil To Pagal Hai – Mein Herz spielt verrückt                     | Yash Chopra                                                                               |
| 1999 | Kuch Kuch Hota Hai            | Kuch Kuch Hota Hai – Und ganz plötzlich ist es Liebe             | Yash Johar                                                                                |
| 2000 | Hum Dil De Chuke Sanam        | Ich gab Dir mein Herz, Geliebter                                 | Sanjay Leela Bhansali                                                                     |
| 2001 | Kaho Naa... Pyaar Hai         | Kaho Naa ... Pyaar Hai – Liebe aus heiterem Himmel               | Rakesh Roshan                                                                             |
| 2002 | Lagaan                        | Lagaan – Es war einmal in Indien                                 | Aamir Khan                                                                                |
| 2003 | Devdas                        | Devdas – Flamme unserer Liebe                                    | Bharat Shah                                                                               |
| 2004 | Koi... Mil Gaya               | Sternenkind – Koi Mil Gaya                                       | Rakesh Roshan                                                                             |
| 2005 | Veer-Zaara                    | Veer und Zaara – Die Legende einer Liebe                         | Yash Chopra, Aditya Chopra                                                                |
| 2006 | Black                         | —                                                                | Sanjay Leela Bhansali                                                                     |
| 2007 | Rang De Basanti               | Rang De Basanti – Die Farbe Safran                               | Rakesh Omprakash Mehra, Ronnie Screwvala                                                  |
| 2008 | Taare Zameen Par              | Taare Zameen Par – Ein Stern auf Erden                           | Aamir Khan                                                                                |
| 2009 | Jodhaa Akbar                  | Jodhaa Akbar                                                     | Ronnie Screwvala, Ashutosh Gowariker                                                      |
| 2010 | 3 Idiots                      | 3 Idiots                                                         | Vidhu Vinod Chopra                                                                        |
| 2011 | Dabangg                       | —                                                                | Arbaaz Khan                                                                               |
| 2012 | Zindagi Na Milegi Dobara      | Man lebt nur einmal – Zindagi Na Milegi Dobara                   | Farhan Akhtar, Ritesh Sidhwani                                                            |
| 2013 | Barfi!                        | —                                                                | Ronnie Screwvala, Siddharth Roy Kapur                                                     |
| 2014 | Bhaag Milkha Bhaag            | —                                                                | Rakeysh Omprakash Mehra, Rajiv Tandon, P.S. Barathi                                       |
| 2015 | Queen                         | —                                                                | Anurag Kashyap, Vikramaditya Motwane                                                      |
| 2016 | Bajirao Mastani               | Bajirao & Mastani – Eine unsterbliche Liebe                      | Sanjay Leela Bhansali, Kishore Lulla                                                      |
| 2017 | Dangal                        | Dangal                                                           | Aamir Khan, Kiran Rao, Siddharth Roy Kapoor                                               |
| 2018 | Hindi Medium                  | —                                                                | Dinesh Vijan, Bhushan Kumar, Krishan Kumar                                                |
| 2019 | Raazi                         | —                                                                | Vineet Jain, Karan Johar, Hiroo Yash Johar, Apoorva Mehta                                 |
| 2020 | Gully Boy                     | —                                                                | Farhan Akhtar, Zoya Akhtar, Ritesh Sidhwani                                               |
| 2021 | Thappad                       | —                                                                | Bhushan Kumar, Krishan Kumar, Anubhav Sinha                                               |
| 2022 | Shershaah                     | —                                                                | Hiroo Yash Johar, Karan Johar, Apoorva Mehta, Shabbir Boxwala, Ajay Shah, Himanshu Gandhi |
| 2023 | Gangubai Kathiawadi           | Gangubai Kathiawadi                                              | Sanjay Leela Bhansali, Jayantilal Gada                                                    |
| 2024 | 12th Fail                     | —                                                                | Vidhu Vinod Chopra, Yogesh Ishwar                                                         |